# Eugenia paranahybensis
Eugenia paranahybensis är en myrtenväxtart som beskrevs av Otto Karl Berg. Eugenia paranahybensis ingår i släktet Eugenia och familjen myrtenväxter. Inga underarter finns listade i Catalogue of Life.